# Saya no Uta
Saya no Uta (jap. 沙耶の唄, dt. „Sayas Lied“) ist ein Adventure-Erogē von Nitroplus mit Horrorelementen und gehört damit auch zum Eroguro-Genre (erotische Groteske). Die Handlung des Spiels stammt von Gen Urobuchi.

## Handlung
Fuminori Sakisaka ist ein junger Medizinstudent, dessen Leben sich veränderte, als er in einen Verkehrsunfall verwickelt wurde, in dem seine Eltern starben und er selbst schwer verletzt zurückblieb. Um sein Leben zu retten, wurde Fuminori experimenteller Gehirnchirurgie unterzogen, aber die Operation hatte einen unerwarteten Nebeneffekt – es entwickelte sich eine Form von Agnosie, was bewirkte, dass seine Sinne „verzerrt“ wurden.
Er vernimmt die Welt als einen höllischen Alptraum mit schwarzem Himmel und Gebäuden, die mit pulsierendem Fleisch überzogen sind, wo alle Straßen und Gebäudeinnenräume mit Blut, gigantischen Organen und Knorpelgewebe bespritzt sind. Gewöhnliche Menschen erscheinen ihm als groteske, riesige larvenartige Monster mit abscheulichem Gestank. Selbst das Essen, das er nun versucht, schmeckt gänzlich ekelhaft.
Als er im Krankenhaus Suizid in Erwägung zieht, trifft Fuminori ein wunderschönes, menschlich aussehendes Mädchen inmitten der pulsierenden Fleischwände. Sie stellt sich als Saya vor und erklärt, dass sie nach ihrem Vater suche. Fuminori will nicht von ihr getrennt werden und bietet ihr an, mit ihm zu leben, was sie akzeptiert.
Wie Fuminori ganz normale Dinge als monströs verdorbene Abscheulichkeiten sieht, sind gewöhnliche Leute imstande zu sehen, dass Saya eigentlich eine widerliche Kreatur aus einem anderen Universum ist. Sie wurde außer von Fuminori von kaum jemanden gesehen und jene, die sie sahen, wurden sofort getötet und von ihr konsumiert, im Allgemeinen erst, nachdem sie wegen ihres widerlichen Aussehens verrückt wurden. Ihre wahre Form, die niemals direkt gezeigt, sondern nur im Text beschrieben wird, ähnelt vom Äußeren den deformierten schleimartigen Monstrositäten, die Fuminoris Welt verfolgen. Das Endziel ihres Lebens ist die Verteilung ihrer Lebensform in diesem Universum durch das Umwandeln der einheimischen Lebensform mit dem höchsten Grad an Intelligenz: des Menschen. Sie lernte alles über die Menschlichkeit von ihrem „Vater“, einem exaltierten Biomediziner namens Masahiko Ōgai, die erste Person, die mit Saya interagierte. Sie findet heraus, dass das Motiv der menschlichen Reproduktion „Liebe“ ist und dass der Prozess von Frauen durchgeführt wird. Konsequenterweise erachtet sie sich selbst als ein Mädchen, das nach „Liebe“ sucht, um die endgültige Fortpflanzung vorzubereiten. Jedoch hatte sie, aufgrund ihres widerlichen Äußerem, keine Chance auf Erfolg – bis sie Fuminori traf.
Nachdem ihr erster Kontakt, ihr „Vater“, starb, blieb sie im Krankenhaus, um ihre Forschung weiterzuführen und nach der nächsten Beziehung mit einem Menschen Ausschau zu halten, was bedauerlicherweise in einer Horrorgeschichte um das Krankenhaus endete. Fuminoris Erfahrung liefert ihr die Chance, die Fähigkeiten zu lernen, mit der man die Gehirne und Körper von Menschen beeinflusst.
Die Wahrheit kommt heraus, als Fuminori nach Hause kommt, um Saya zu sehen, die gerade die mit Schleim überzogene Leiche von Ōmi, einem ihm bekannten Mädchen, isst. Ihre Überreste erscheinen in Fuminoris Augen als gelb-grünes geleeartiges Ding. Geruch und Konsistenz werden von Fuminori als „nach Kraut duftend, scheinbar eine Vielfalt von saftigen Früchten“ beschrieben. Als er es probiert, findet er den Geschmack von menschlichem Fleisch, bedingt durch seine verdrehten Sinne, köstlich.

### Enden
Das Spiel verfügt über drei verschiedene Enden – abhängig von den Entscheidungen, die der Spieler während des Spiels trifft.

### Charaktere
Fuminori Sakisaka (匂坂 郁紀, Sakisaka Fuminori)
Sprecher: Hikaru Midorikawa
Der Protagonist des Spiels. Ein Medizinstudent, der einen fast tödlichen Verkehrsunfall erlitt, der seine Eltern tötete und seine Wahrnehmung des Lebens dauerhaft beeinträchtigt. Während er durch eine „verrückt gewordene Welt“ aus Fleisch und Blut watet, sucht er die Zuneigung des einzigen Menschen, den er als normal betrachtet – eines mysteriösen Mädchens namens Saya, in das er sich wahnhaft verliebt. Im Laufe der Zeit, durch den Einfluss von Saya, sieht Fuminori normale Leute mit apathischer Verachtung an und ist bereit, andere ohne Gewissensbisse zu töten. Ausgenommen sind Saya und später Yō. Mit dem Verlauf der Ereignisse wird er allmählich zu einem unbarmherzigen Kannibalen, der menschliches Fleisch durch seine gestörten Sinne köstlich findet.
Saya (沙耶, Saya)
Sprecher: Naoko Takano
Saya ist ein Lebewesen aus einer anderen Dimension, das sich in dieses Universum materialisierte, einzig dem Ziel der Reproduktion. Sie hat keine Erinnerung daran, woher sie kommt und wird lediglich durch ihre Instinkte geführt. Fuminoris Krankheit entsprechend, erscheint sie ihm als ein junges Mädchen in einem weißen Kleid, obgleich sie eigentlich eine Art amorphes, stinkendes Wesen mit Tentakeln ist. Sie jagt nach Wesen aller Größen, von Katzen bis Menschen, typischerweise tötend, indem sie ihnen den Hals bricht und dann ihre inneren Organe frisst. Sie ist in der Lage, eine starke Säure abzusondern, die sie teilweise verwendet, um ihr Essen zu verdauen. Ihre wahre Form wird nie völlig offenbart, da sie Beobachter sofort tötet und konsumiert. Die wenigen Informationen bezüglich ihrer wirklichen Form im Spiel sind vage gehalten und gehen nie ins Detail.
Tonoo Kōji (佐倉 瀬津美, Sakura Setsumi)
Sprecher: Yasunori Matsumoto
Fuminoris Freund. Nach Fuminoris Unfall versuchte er, Fuminori wieder zu einem normalen Leben zu verhelfen. Als er beinahe durch Fuminori getötet wird und er die Wahrheit über Fuminoris wahren Charakter erfährt, konfrontiert Kōji Fuminori direkt mit seinen Handlungen und versucht, ihn zu töten.
Takahata Ōmi (高畠 青海, Takahata Ōmi)
Sprecher: Hyo-sei
Kōjis Freundin und Yōs beste Freundin. Nach dem Unfall von Fuminori ist sie Yōs zuliebe beunruhigt geworden. Als Fuminori offen Yō ablehnt, begibt sich Ōmi zwecks Erforschung zu Fuminoris Haus. Im Haus wird Ōmi von Saya getötet. Sie wird von Saya und Fuminori verzehrt.
Yō Tsukuba (津久葉 瑶)
Sprecher: Mio Yasuda
Eine Freundin Fuminoris, die ihn heimlich liebt. Seit seinem Unfall ist sie besorgt und schwer bekümmert, als sich auch Fuminoris Charakter verändert.
Ryōko Tanbo (丹保 凉子)
Sprecher: Mitsuki Saiga
Die zuständige Ärztin für Fuminoris Verfassung. Sie wird skeptisch, dass Fuminori ihr etwas während ihrer Routineuntersuchungen verheimlicht, nachdem er sich von seinen Verletzungen im Krankenhaus erholt hat.

## Produktionsnotizen

### Veröffentlichung
Das Spiel wurde von Nitroplus entwickelt und am  26. Dezember 2003 in Japan auf CD-ROM veröffentlicht, wobei Szenario und Skript von Gen Urobuchi stammen, der dabei von H. P. Lovecrafts Cthulhu-Mythos inspiriert wurde. Der Erfolg von Urobuchis düsterer Anime-Serie Puella Magi Madoka Magica führte dazu, dass knapp 10 Jahre später das Spiel erneut eine hohe Nachfrage erfuhr.
Am 31. Juli 2009 erfolgte eine Neuauflage als Teil der Best-of-Reihe Nitro The Best!.
Am 24. Februar 2009 wurde ein von Fans erstellter Übersetzungspatch veröffentlicht, der eine Installation der Originalversion des Spiels ins Englische übersetzte. Dieser wurde jedoch im selben Jahr wieder entfernt, nachdem der Publisher JAST USA ankündigte mit der Fangruppe bzgl. Übersetzungen von Nitrolus-Spielen zusammenzuarbeiten.  Im Juli 2011 folgte die offizielle Ankündigung der englischen Lokalisation, die am 6. Mai 2013 veröffentlicht wurde.
Am 17. April 2014 erfolgte eine Adaption für Mobiltelefone mit Android-Betriebssystem (ab Version 2.3.3) vertrieben über Visual Art’s App Store Anigema.

### Musik
Die Musik stammt von Zizz Studio. Der Soundtrack wurde am 27. Februar 2004 auf CD veröffentlicht und besteht aus den folgenden Stücken:
1. Schizophrenia
2. Sabbath
3. Seek
4. Spooky Scape
5. Song of Saya I
6. Song of Saya II
7. Sin
8. Sunset
9. Shapeshift
10. Scare Shadow
11. Scream
12. Savage
13. Silent Sorrow
14. Saya no Uta (沙耶の唄), gesungen von Kanako Itō
15. Garasu no Kutsu (ガラスのくつ), gesungen von Kanako Itō

### Comic
Beim US-Verlag IDW Publishing erschien eine dreiteilige Comic-Reihe, basierend auf Saya no Uta, mit dem Titel Song of Saya. Die Handlung wurde von Daniel Liatowitsch und Todd Ocvirk adaptiert und die Zeichnungen stammen von Yair Herrera. Die Ausgaben wurden vom 24. Februar bis 28. April 2010 veröffentlicht.